# Michaeliskirche (Kaltenkirchen)

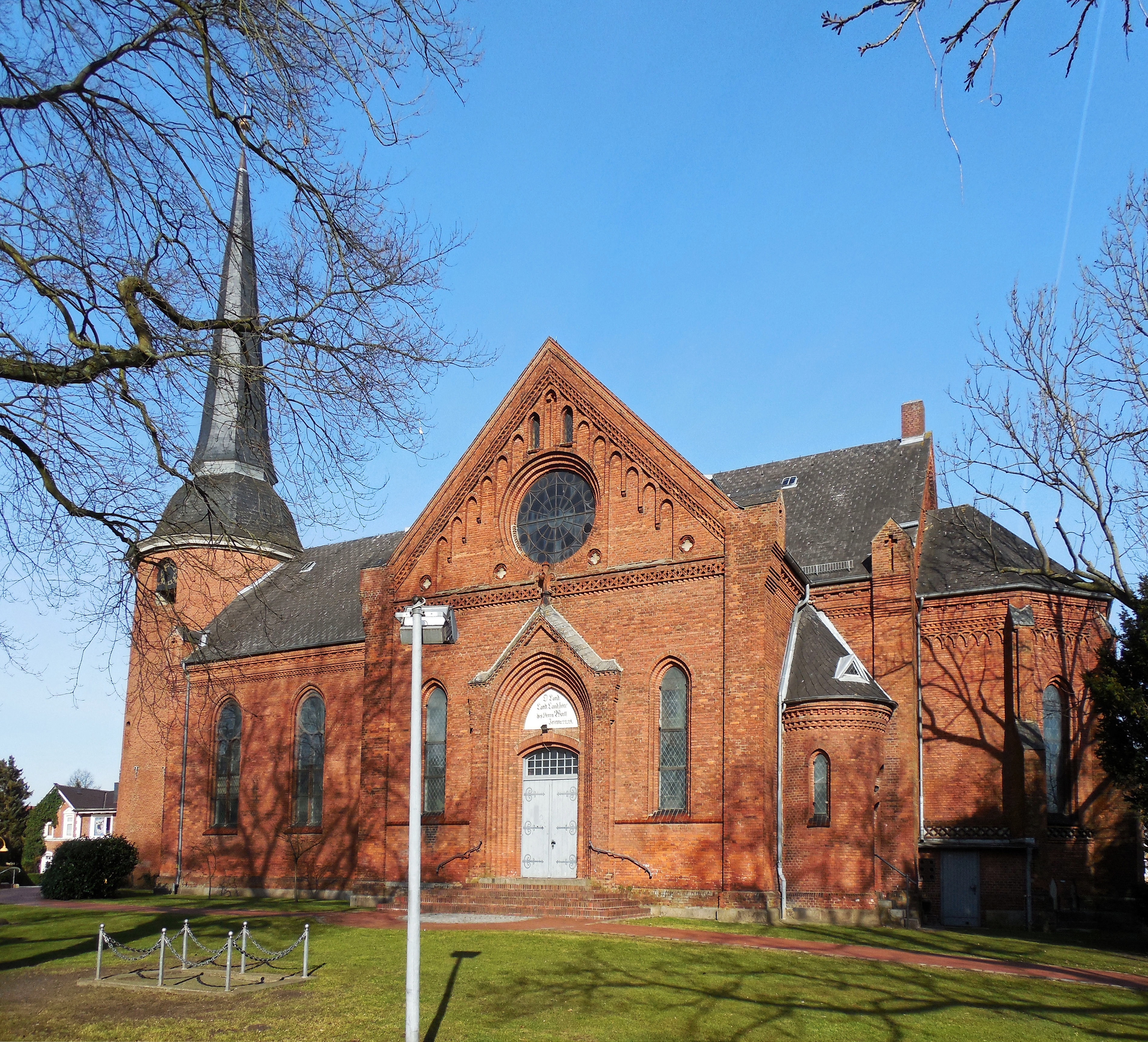
Kaltenkirchen, Michaeliskirche von Süden

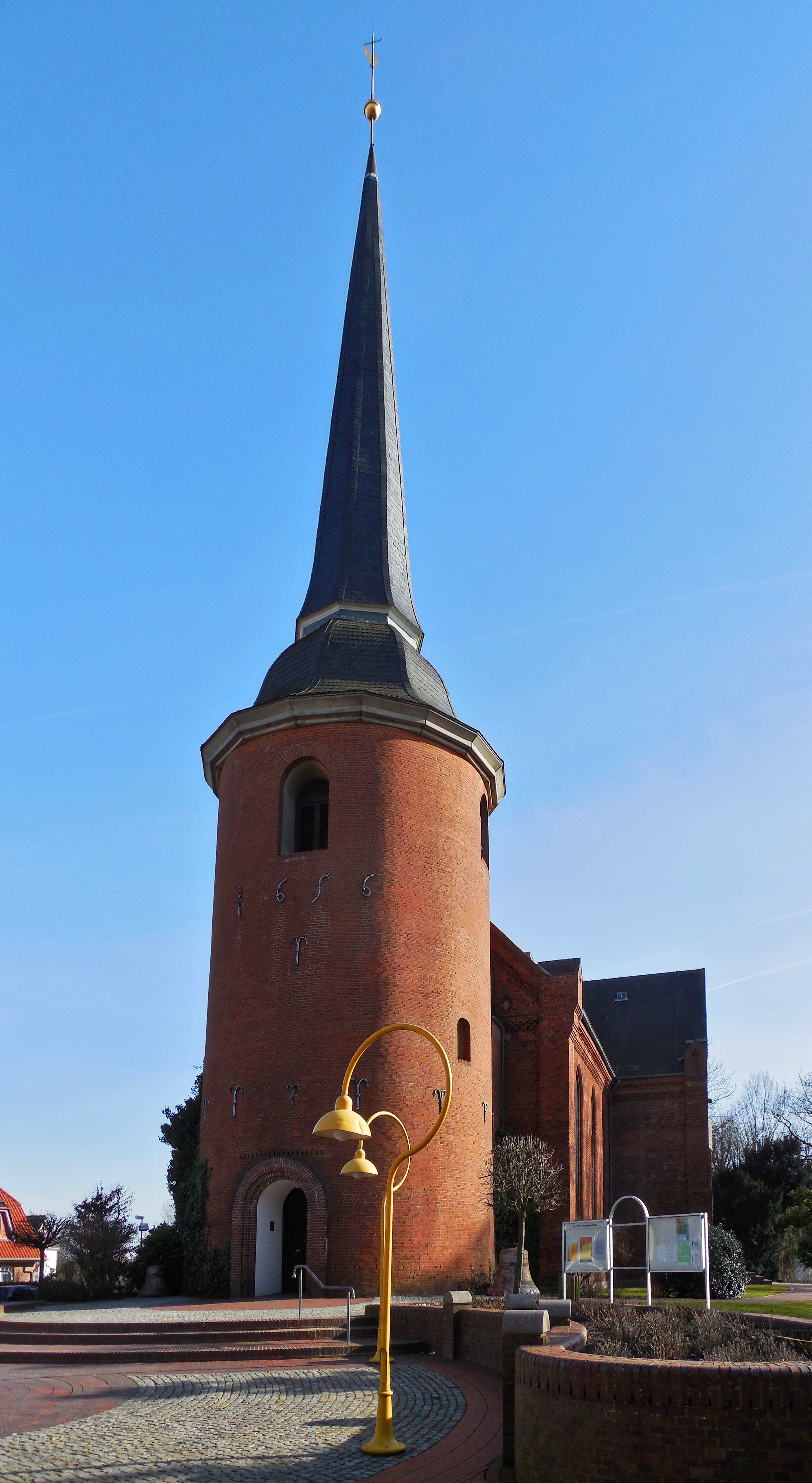
Der Rundturm wurde 1656 mit Ziegeln ummantelt.

Die Michaeliskirche in Kaltenkirchen, einer Stadt im Kreis Segeberg in Schleswig-Holstein, ist eine neogotische Kirche mit einem aus dem Mittelalter stammenden Rundturm. Sie gehört der evangelisch-lutherischen Kirchengemeinde Kaltenkirchen im Kirchenkreis Altholstein der Evangelisch-Lutherischen Kirche in Norddeutschland.

## Bau und Geschichte
Die urkundliche Ersterwähnung des Orts  Koldenkerken durch den damaligen Priester Bertram 1301 lässt darauf schließen, dass zu diesem Zeitpunkt schon länger eine Kirche existierte, auch wenn Kirche und Kirchspiel erst etwas später erwähnt sind. Ältester Bauteil ist der aus Feldsteinen errichtete Rundturm, dessen Bauzeit sich nicht genau datieren lässt. Vermutlich entstand er im 12. Jahrhundert wie auch die Rundtürme der benachbarten Barmstädter und Rellinger Kirche als auch der Vicelinkirchen. Wie die dazugehörige romanische Kirche aussah, ist nicht bekannt. Aus dieser Kirche stammt ein 1608 gestifteter Kronleuchter.
Die mittelalterliche Kirche wurde 1624 durch eine Saalkirche ohne Chor aus Granitquadern und Ziegeln ersetzt. Der Kirchturm wurde 1656 mit Ziegeln ummantelt. Die achtseitige Haube im Barockstil stammt vermutlich aus dieser Zeit. Aus der zweiten Kirche stammt die Sandsteinkuppa mit vier Engelsköpfen, die laut Umschrift am Rand 1634 von Eler Brummer und Marke Spoleman gestiftet wurde. 1724 wurde das Taufbecken durch einen Taufengel ersetzt. Nachdem dieser, angeblich durch den Küster im Vollrausch, zerstört worden war, wurde das alte Taufbecken wieder aufgestellt, allerdings anstelle des verlorenen Fußes auf einem kreuzförmigen Fundament aus Backsteinen. 1755 wurde die Orgel auf die Westempore verlegt. Für die gewachsene Gemeinde wurden Emporen eingezogen.
1873 stürzte die Ostmauer teilweise ein. Daraufhin wurde 1874 die längst zu klein gewordene Kirche abgetragen. Der 1835 renovierte Turm blieb erhalten. 1879 war der neogotische Neubau fertiggestellt und wurde dem Erzengel Michael geweiht. Diese Kirche besitzt einen kreuzförmigen Grundriss und eine Apsis. Das ausgelagerte Inventar, darunter ein gotischer Altar, verbrannte 1878. Bis auf die Kuppa der Taufe von 1634 und zwei Kronleuchter von 1608 und 1708 stammt daher sämtliches Inventar aus der Zeit um 1880 oder von späteren Umgestaltungen.

## Orgel
Spätestens die zweite Kirche besaß eine Orgel, die 1755 von einem unbekannten früheren Standort auf die Westempore verlegt wurde. Für die neue Kirche wurde 1880 eine neue Orgel der damals deutschen Apenrader Orgelbaufirma Marcussen & Sohn (seit 1920 wieder Marcussen & Søn) angeschafft. Nach Umbauten in den 1940er und 1970er Jahren im Sinne der Orgelbewegung näherte G. Christian Lobback das Instrument 1996 wieder seinem romantischen Originalzustand an, ohne die Veränderungen ganz zu beseitigen. Die Disposition lautet:
| I Hauptwerk C–f3 |           |       |
| 1.               | Bourdon   | 16′   |
| 2.               | Principal | 8′    |
| 3.               | Rohrflöte | 8′    |
| 4.               | Gambe     | 8′    |
| 5.               | Octav     | 4′    |
| 6.               | Quinte    | 2 ⁄3′ |
| 7.               | Octav     | 2′    |
| 8.               | Mixtur IV |       |
| 9.               | Trompete  | 8′    |

| II Oberwerk C–f3 (im Schwellkasten) |                 |    |
| 10.                                 | Geigenprincipal | 8′ |
| 11.                                 | Gedackt         | 8′ |
| 12.                                 | Fugara          | 8′ |
| 13.                                 | Flöte           | 4′ |
| 14.                                 | Spitzflöte      | 2′ |
| 15.                                 | Sesquialtera II |    |
| 16.                                 | Oboe            | 8′ |
|                                     | Tremulant       |    |

| Pedal C–d1 |           |     |
| 17.        | Violon    | 16′ |
| 18.        | Subbass   | 16′ |
| 19.        | Principal | 8′  |
| 20.        | Gedackt   | 8′  |
| 21.        | Gedackt   | 4′  |
| 22.        | Posaune   | 16′ |

- Koppeln: II/I, I/P

## Gemeinde
Die sehr großflächige Gemeinde wurde 1740 in zwei gleichwertige Pfarrbezirke geteilt. Nach 1866 wurden mehrere Dörfer nach Barmstedt umgepfarrt. Nachdem die mittelalterliche Kaltenkirchner Kirche abgerissen war, wurde 1877 die Erlöserkirche in Henstedt eingeweiht; zwei Jahre später wurde Henstedt ausgepfarrt. 1908 wurde Ulzburg nach Henstedt umgepfarrt. Zwischen 1965 und 1970 wurde die Friedenskirche in Kisdorf, die Christuskirche in Alveslohe und die Gnadenkirche in Schmalfeld erbaut. Die Teilung der Großkirchengemeinde Kaltenkirchen in in die drei Kirchengemeinden Kaltenkirchen, Kisdorf und Schmalfeld erfolgte 1996. Heute gehört neben der Michaeliskirche auch die Christuskirche  in Alveslohe zur Gemeinde.

## Pastoren
- Um 1565 war der aufgrund seines lutherischen Glaubens aus den Niederlanden vertriebene Franz Alard kurzfristig Pastor von Kaltenkirchen.
- Von 1849 bis 1859 war Johann Bernhard Chemnitz (1802–1871) Pastor des westlichen Gemeindebezirks. 1853/54 vertrat er die Geistlichkeit als Deputierter in der Holsteinischen Ständeversammlung.
- Von 1927 bis 1933 war Ernst Szymanowski Pastor der Michaeliskirche. Er war als überzeugter Nazi und Antisemit ein frühes Mitglied der  NSDAP und der Deutschen Christen. Ende 1933 verließ er Kaltenkirchen, um (kurzfristig) Propst in Neumünster zu werden. 1936 verließ er den Kirchendienst und trat 1938 aus der Kirche aus. Während des Krieges beteiligte er sich aktiv an der Deportation und Ermordung von Juden. Die 1948 über ihn verhängte Todesstrafe wurde 1951 in eine lebenslange Gefängnisstrafe umgewandelt, aus der er 1958 dank des Einsatzes der Evangelischen schleswig-holsteinischen Landeskirche entlassen wurde.[5] Eine im April 2015 in der Michaeliskirche aufgestellte Mahntafel erinnert an die Opfer des ehemaligen Pastors, wobei Szymanowskis Name nicht genannt wird. Die Gemeinde hatte bereits im Jahre 2009 den Druck einer kritischen Biografie über Ernst Biberstein[6] mitfinanziert.[7]